# Alice in the Wooly West
Série Alice Comedies
Alice's Monkey Business
(1926) Alice the Fire Fighter
(1926)
Pour plus de détails, voir Fiche technique et Distribution.
Alice in the Wooly West est un court métrage d'animation américain muet de la série Alice Comedies sorti en 1926.

## Synopsis
Alors que Julius parcourt la prairie à cheval, jouant avec son lasso, une bande d'ours dévalisent un chariot dont un des passagers est Alice. Julius parvient à sauver les passagers mais Alice est prise en otage par un bandit. Une course-poursuite s'engage puis une bataille dans les rochers. Julius utilise une ruse, en enlevant sa fourrure, pour assommer par derrière le bandit avec un club de golf. Alice, veut remercier son sauveur mais sa nudité la perturbe. Ce n'est qu'après s'être « revêtu » derrière un rocher que Julius reçoit les remerciements d'Alice.

## Fiche technique
- Titre original : Alice in the Wooly West
- Série : Alice Comedies
- Réalisation : Walt Disney
- Animation : Ub Iwerks, Rollin Hamilton, Hugh Harman, Rudolf Ising
- Encrage et peinture : Irene Hamilton, Walker Harman
- Photographie : Rudolf Ising
- Musique originale : Paul Dessau
- Production : Margaret J. Winkler
- Société de production : Disney Brothers Studios
- Société de distribution : FBO pour Margaret J. Winkler (1926)
- Pays :  États-Unis
- Format d'image : noir et blanc - 35 mm - 1,37:1 - muet
- Genre : animation et prises de vues réelles
- Durée : 9 min 27
- Dates de sortie : 
  - Version muette : 4 octobre 1926[1]
  - Version sonorisée : ?

Source : Walt in Wonderland

## Distribution
- Margie Gay : Alice

## Commentaires
Produit en janvier-février 1926, le film a été livré le 31 mars 1926. Le copyright a été déposé le 4 octobre 1926 par R-C Pictures Corp.